# シコ・シャヴィエル
シコ・シャヴィエル （葡: Chico Xavier、1910年4月2日 - 2002年6月30日）は、ブラジルの霊媒師、慈善家。本名はフランシスコ・カンディド・シャヴィエル（Francisco Cândido Xavier）。
生涯450冊以上の本を執筆し、2010年までにすでに5,000万部以上を売り上げた。作品の著作権は慈善団体に譲渡されている。彼はまた、約1万通の手紙のサイコグラフィックを行ったが、受信者には何も請求しなかった。彼の仕事は売り手、織物職人、タイピストで、農業省から受け取る給料でつつましく暮らしいた。
彼の残した功績は宗教の壁を超え、現在ではブラジルで最も偉大な「精神的指導者」として認識されており、主に強い利他主義によって際立っており、国内で最も賞賛され高く評価されている人物の一人である。
シャヴィエルはいくつかの栄誉と名誉を受け取った。1981年と1982年に彼はノーベル平和賞にノミネートされ、立候補要請で彼の名前が約200万の署名を集めた。1999年にはミナスジェライス州政府がシコ・シャヴィエル平和賞を創設した。2012年、SBTとBBCが主催した、「国家のために最も貢献し、社会への功績で際立った人物を選出すること」を目的としたコンテストで、「史上最も偉大なブラジル人」に選出された。

## バイオグラフィー

### 幼児期
誕生の日に聖人に敬意を表して「フランシスコ・デ・パウラ・カンディド」と名付けられた彼には、8人の兄弟がいた。彼は質素な家庭の一員で、父は宝くじ売りのジョアン・カンディド・シャビエル、母はカトリックの洗濯婦マリア・ジョアン・デ・デウスの息子であったが、二人とも文盲であった。伝記作家によれば、ザビエルの霊媒性は4歳で初めて現れたという。
彼は8歳で小学校に入学し、午前中は勉強し、その後紡績・織物産業で働いた。1922年、彼が4年生だったときにブラジル独立100周年に関する州のコンクールでエッセイで佳作を受賞した。彼は教師に、それは「別の世界から来た男」によって書き取られたものであると打ち明けた。

### ゴッドマザーの虐待
彼の母親はフランシスコがわずか5歳のときに亡くなった。父親は彼らを育てることができず、9人の子供たちを家族に分配した。続く2年間、フランシスコはゴッドマザーで母親の元友人でもあるリタ・デ・カッシアに育てられたが、伝記作家はリタ・デ・カッシアはシコに女の子のような服を着せたり、最初はどんな口実であれ、後には何らかの理由で毎日殴ったりする残酷な人だったと描写している。「少年の体内には悪魔が宿っていた」という主張 もしいた。シコの主治医であり若い頃からの友人でもあるエウリペデス・タジャン・ヴィエイラは、「非常に重篤で、非常に精神的に不安定で、取り乱している」と描写し、シコをマルメロの棒で鞭で打ったり、キッチンフォークを胃に突き刺して抜き取らせなかったりしたという。それは彼にひどい苦しみを引き起こした。彼にとって平穏な唯一の瞬間は、母親の霊との対話であり、5歳の頃から母親と意思疎通ができたと彼は主張した。

### 心霊主義者の教義との接触と遵守

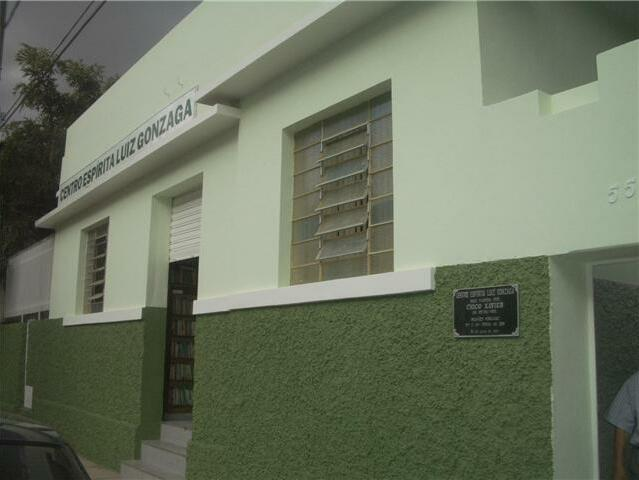
ルイス・ゴンザガ・スピリティスト・センター（2008）.

1927年、フランシスコは17歳の時に姉妹の精神異常に直面したが、それは精神的な執着の過程によって引き起こされたものであると信じいた。
この時、彼は詩を書き始め、その作者は精霊であると考えた。1931年から彼は、作者は数人の亡くなった詩人であると主張し始めた。1928年、リオデジャネイロの定期刊行物『O Jornal』とポルトガルの『Almanaque de Notícias』に連載を開始した。

### 最初の作品A
1931年にペドロ・レオポルド市で継母シダリアを亡くし、その後も『パルナソ・デ・アレム・トゥムロ』の仕事を続けた。その年は霊媒師が成人した年でもあり、霊媒師エマヌエルとの最初の出会いはその時であったと彼は主張しており、「...木の陰で、ダムの端で...」。シャビエルは、メンターがシリーズ 30冊の本の心理写真を撮るという使命について伝え、そのためには「規律、規律、そして規律」という3つの条件が必要であると説明したと述べた。
最初の作品を出版するとき、彼は父親の名前であるフランシスコ・カンディド・シャヴィエルで署名し始めた。この変更は、彼が2回目の米国旅行から到着した1966年4月に正式に行われた。
1932年に、『パルナソ・デ・アレム・トゥムロ』がブラジル心霊主義者連盟 (FEB) によって出版された。この作品はブラジルとポルトガルの詩人の精神に起因する詩集である。
彼は1935年に始めた動物生産促進局地域検査局のモデロ農場で筆記タイピストとしての仕事を続け、ルイス ゴンザガ スピリティスト センターで任務を遂行し、困っている人々にレシピを提供した。アドバイスと心理分析。農場の管理者は農学者で心霊術師でもあったロムロ・ジョビアーノで、彼はシャビエルに仕事を与えただけでなく、ルイス・ゴンザガ・センターでのセッションに同行し、心理写真の仕事に必要な心の平安を与えてくれた。大統領になる。まさに、彼がジョヴィアーノの家の地下室で心理写真を撮っていた時期に、彼の最高傑作の一つである『パウロとエステヴァン』が書かれた。
同時に、彼は贈与や栄誉に対する一連の長い拒否を始めたが、これは生涯続くことになる。フレッド・フィグナーの遺言のように、彼は多額の遺言を霊媒を通してブラジルの霊媒師に伝えた。慈善目的の連盟。偉大な起業家であり、カーサ・エジソンの創設者であり、ブラジルでの音楽録音の先駆者であり、心霊術に関する新聞コラムを持っていたフレッド・フィグナーは、シコ・シャビエルと17年以上文通していた。フィグナーの死から1年後の1948年、シコ・シャビエルは、フィグナー自身の霊となる「ブラザー・ジェイコブ」の霊によって署名された本『ヴォルテイ』をサイコグラフ化した。この本は、宗教の信者に対する重要な報告と勧告が含まれているため、心霊主義文化において非常に関連性が高いと考えられている。『ボルテイ』は 1949年に出版されたばかりだが、今でもベストセラーで広く読まれている。
彼の悪名が高かったため、彼の信用を傷つけようとする人々からの批判が続いた。彼らに加えて、シコ・ザビエルは依然として、霊的な敵が否定的な液体や誘惑で彼を攻撃しようとしていると述べた。ソウト・マイオールは、「霊によるリンチ」の未遂と、裸の若い女性たちが浴槽で霊媒師を誘惑しおうとしたエピソードを報告している

### ウンベルト・デ・カンポス事件
1930年代には、エマヌエルのものとされる小説や、ウンベルト・デ・カンポスの精神によるものとされる作品『ブラジル、コラソン・ド・ムンド、パトリア・ド・エヴァンジェリオ』が出版され、ブラジルの歴史が精神的および神学的観点から解釈された。この最後の作品は、有名なマラニョンの作家の著作者であることが確認された場合に、この方法で心理撮影された作品の著作権を主張した作家の未亡人によって訴訟を起こすことになった。
この霊媒師の弁護はブラジル心霊主義者連盟の支援を受け、後に弁護士のミゲル・ティンポーニによる古典的な「サイコグラフィア・ペランテ・オス・トリビュナルス」という裁判に結実した。裁判官は判決の中で、裁判所が霊媒の有無について裁定する条件はなく、著作権は作者の生前に認められた作品に言及するとの判決を下した。それでも、将来の論争の可能性を避けるために、亡くなった作家の名前はペンネームのブラザーXに置き換えられた。当時、フランシスコは農業省の奉仕助手として連邦公務員に加わった。

### ノ－ソ．ラール（われあれの我が家）
1943年、心霊主義文学の中で最も人気のある本の1つである小説『ノッソ・ラール』が出版され、この小説の広範な作品がベストセラーとなり宣伝され、2010年には映画化され、200万部以上を売り上げた。

### デヴィッド・ナセルとジャン・マンゾン事件
1944年、記者のデビッド・ナセルとジャン・マンゾンはこの媒体に関してあまり良くないレポートを行い、それが『O Cruzeiro』に掲載された。記者らは外国人を装い、シャビエルが偽者かどうかを試すために偽名を使用した。しかし、ナセルとマンゾンが報道後に帰宅したとき、ナセルは1980年のTV Culturaとのインタビューで次のように報告しているように、驚きに見舞われた。「夜明けにマンゾンが私に電話してこう言った。『シコ・シャビエルがくれた本を見たか？』私はノーと言った。「それでは見てください」と彼は言った。私は図書館に行き、その本を手に取ったた。そこにはまさにこう書かれていた。「兄のデイビッド・ナセルへ、エマヌエルより」。マンゾンに対しても同様の献身的な態度をとった。このようなことのため、私は心霊術の問題に関わることを非常に恐れている。」

### アマウリ・ペナ事件
1958年、この霊媒師は新たな論争の中心に立つことになった。今回は、強迫観念を治した妹の息子である甥のアマウリ・ペーナの告発が原因だった。甥自身もサイコグラフィック霊媒であったが、マスコミによって偽霊媒、非常に有能な模倣者として発表され、その非難が叔父にまで及んだ。シコ・ザビエルは甥と親しかったことを否定し、自らを弁護した。すでにアルコール依存症の病歴があり、叔父の名誉を傷つけたことを深く後悔していたアマウリは告発を取り下げ、サンパウロの精神療養所に入院し、そこで死亡した。

### 1960年代と霊媒師ワルド・ヴィエイラとのパートナーシップ
1955年、シコ・シャヴィエルは当時の医学生で霊媒師のワルド・ヴィエイラと個人的に会い、その結果、心霊主義者のパートナーシップが生まれ、それは1966年まで続き、二人は一緒に17冊の本をサイコグラフィーで撮影した。
1965年5月22日、シコ・シャヴィエルとワルド・ヴィエイラは海外で心霊術を広めるために米国ワシントンを訪れた。クリスチャン・スピリット・センターの所長であるサリム・サロマン・ハダッドとその妻フィリスの助けを借りて、彼らは英語を勉強し、『スピリッツの世界』というタイトルの本『The World of The Spirits』を出版した。
1965年のクリスマス、ザビエルとヴィエイラは、クリスチャン スピリティスト コミュニオンの入り口に並んだ1万1千人以上の人々に食料と衣類を配った。

### 1970年代とピンガフォゴ プログラムに関するインタビュー
1970年代初頭、シャビエルは大きな影響を与えたテレビ番組に参加した。1971年7月28日（前日の夜から）テレビ・トゥピの番組『ピンガ・フォゴ』で行われた彼の生インタビューは視聴者数35ポイントに達し、サンパウロで3回繰り返され、ブラジル全土に再送信された。ディアリオ・デ・サン・パウロでは、完全なプログラムを含む増刊号が掲載されている。プログラムは大幅に延長された。司会者は番組中に何度か終わりが近いとコメントしたが、番組は続いた。その日、シコは有名な飛行機事件について語った。ウベラバ市からベロオリゾンテ市行きの飛行機の中で、飛行機は強い乱気流に見舞われ、皆が祈り、大声で叫び始めたが、シャビエルも同様だった。その後、エマヌエルは飛行機に乗り込み、短い会話の後、シャビエルの信仰のなさを非難する。「叫び声で他人の頭を混乱させないように、黙って礼儀正しく死になさい。神を信じて死になさい！」。プログラムの最後に、シャビエルはシロ・コスタの「セグンド・ミレーニオ」という詩をサイコグラフ化した。エルクラーノ・ピレスによれば、シロ・コスタの親戚の何人かがこの番組を視聴しており、詩人のスタイルの存在を証明しているという。
最初のプログラムの成功を受けて、1971年12月21日、前日の夜から第2版が開催され、これも大きな反響を呼んだ。当時のインタビュアー、サウロ・ゴメスによれば、その視聴率はIBOPEの86%に達し、これはブラジルのテレビの視聴記録であると主張された。今回の番組で、「政治的分野でも社会的分野でも、いわゆる精神的な恩人たちと呼ばれる人々はブラジルの現在の立場についてどう考えているのか」というインタビュアーの質問に対し、シコ・ザビエルは「ブラジルの現在の立場は最も重要な立場の一つだ」と答えた。私たちにとって威厳があり、最も勇気づけられるものである」と述べ、「私たちの民主主義は、人種差別撤廃に関連するあらゆるイデオロギーの侵入から私たちを守る勢力によって守られている」と説明した。さらに、彼は祈りと警戒の重要性も強調した。「イエス・キリストにおける自由の贈り物」とこの国の紛争状態。2番目のプログラムの終わりに、シャビエルはカストロ・アウベス作とされる「ブラジル」という詩を心理写真で撮影した。ピンガ・フォゴの2回の出来事で、シャビエルはエマヌエルの直接のインスピレーションを受けて、霊媒、心理学、他の惑星での生命、輪廻転生、中絶、火葬、同性愛、ウンバンダなどのテーマに関するジャーナリストや聴衆からのいくつかの質問に答えたとされる。死、進化、菜食主義、救済、臓器移植、奇跡、ヒッピー運動、離婚、その他多数。
その10年間に、白内障と肺の問題に加えて、狭心症にも苦しみ始めた。1975年、彼は心霊術センターComunhão Espírita Cristãを離れ、ウベラバ市に新しいセンター、Grupo Espirita da Preceを設立し、そこで活動を開始した。

### 1980年代と 1990年代
1980年には、彼の心理写真を使った本の著作権や、彼が推進した慈善活動のおかげで、すでに2,000の慈善団体が設立され、援助・維持されていた。。1980年、彼はノーベル平和賞の候補者として提案された。この賞は、当時レーデ・グロボ社の取締役だった友人のアウグスト・セザール・バヌッチが率いるキャンペーンで、平和賞のためにブラジルを訪問しようとしていたジョアンパウロ2世などの当時の人物らと競い合うものであった。そして組合指導者レフ・ワレサ（ヨハネ・パウロ二世と同じポーランド人）にとっても初めてのことだった。ミナスジェライス州の霊媒師が行った大規模な社会活動のおかげで、前年にはそれほどボリュームのない作品でカルカッタのマザー・テレサが受賞していたため、彼らは彼の勝利は確実だと考えていた。しかし、これらはいずれも受賞せず、その年のノーベル賞は、海外からの難民を歓迎する国連機関が受賞した。
1994年、北米のタブロイド紙National Examinerは、タイトルに「ゴーストライターは小説家を億万長者にする」と宣言する記事を掲載した。この記事はブラジルで掲載され、現在は廃刊となった雑誌『マンチェーテ』によって取り上げられ、『幽霊秘書』というタイトルで、National Examinerによると、『幽霊秘書』として2000万ドルを稼ぎ億万長者になったと宣言された。
マンシェーテ誌は続けて、「同紙によると、彼は自分が出版した380冊の本が『ゴーストライター』によるものであることを初めて認めたが、文字通りの意味での『幽霊』である。500人の死者と埋葬された作家や詩人の作品である」と続けた。
この媒体は反応しなかったが、ブラジル心霊主義者連盟は、シコ・シャビエルの作品の大部分を編集した当時の会長ジュバニル・ボルヘス・デ・ソウザを通じて同誌に書簡を送り、著作権の使用と著作権への報酬について通告した。フランシスコ・カンディド・シャビエルの作品を慈善目的で使用することは他の出版社でも同様であり、「心霊主義の本を非常にアクセスしやすくし、したがって心霊主義の教義の普及に貢献することを目的として、著作権は無料で譲渡される」と強調した。
同年10月4日、FEBの同会長は、第1回世界スピリティスト会議の機会に、「霊媒師フランシスコ・カンディド・シャヴィエルへの認識と感謝の動議」を提出し、FEB全国連邦評議会によって承認された。セルジッペ州心霊主義者連盟会長が提出した提案の中で。この文書の中で、ブラジルの心霊術の代表団体は、「心霊術、指導、援助、霊性の研究、普及、実践に焦点を当てた彼の熱心な活動とその模範的な人生に対して」霊媒に感謝と敬意を表している。そして彼らの仲間への物質的な援助も。」と述べた。

### 死
シャビエルは2002年6月30日に心停止のため92歳で死去した。友人や近親者からの報告によると、シャビエルは、自分の死が悲しみを引き起こさないように、ブラジル人がとても幸せで国が祝賀している日に自分は転生すると語った。彼の死の日、国は2002 FIFAワールドカップの優勝を祝っていた。
当時のブラジル大統領、フェルナンド・エンリケ・カルドーゾは、霊媒師の死について次のようにメモを発表した。「偉大な精神的指導者であり、ブラジル全土で愛され尊敬される人物であるシコ・シャヴィエルは、数十年にわたり、すべてのブラジル人の心にその足跡を残した。他者の幸福に対する彼の永続的な取り組みを尊重してください。」。当時のミナスジェライス州知事イタマール・フランコは州内で3日間の公式服喪を布告し、次のように宣言した。「シコ・シャビエルはその顔に計り知れない優しさを表し、彼の啓発された魂の反映であり、それは特に貧しい人々への献身に表れいた。このイメージは、大きな愛情を持って永遠に保存し続けるだろう。」。
ミナスジェライス州憲兵隊によると、7月1日と2日にウベラバ市で行われた霊媒師の通夜には12万人が参列した。ミナスジェライス州軍消防隊のトラックで、霊媒師の遺体を乗せた棺は５キロを走行し、3万人以上が徒歩で行列に同行し、同市のサン・ジョアン・バチスタ墓地に到着した。棺が墓地に到着すると、連邦道路警察のヘリコプターから大量に投げ込まれた3,000枚のバラの花びらの雨が棺を出迎えた。
シコ・シャヴィエルによって設立された、ウベラバのグループ・エスピリタ・ダ・プレセ、コムニョン・エスピリタ・クリスティアナ、心霊術センター、ペドロ・レオポルド市の心霊術センター・ルイス・ゴンザーガは引き続き機能し、多くの慈善援助を行っている。
2014年、ウベラバ連邦公共省は、霊媒師シコ・シャビエルの養子であるエウリペデス・ヒギノと、霊媒師のコレクションの保護と目録作成を規定する協定を締結した。

## サイコグラフィックス
シコ・シャビエルがサイコグラフィーを施した一部の作品のフランス語版。
シコ・シャビエルは、心理学として知られる手法を用いて450冊を超える本を執筆した。自分のスキルは人々を助けるための賜物であると考え、著作権を慈善団体に譲渡し、著作に対して金銭やチップを受け取らなかった。この本はポルトガル語で5千万部以上を販売し、英語、スペイン語、日本語、エスペラント語、フランス語、ドイツ語、イタリア語、ロシア語、北京語、ルーマニア語、スウェーデン語、ギリシャ語、ハンガリー語、点字などに翻訳されている。彼はまた、「死者から家族へ」約1万通の手紙を書き、その代償を請求することはなかった。手紙は家族によって本物の心理写真であると考えられ、一部は司法裁判の場合に有用な証拠として受け入れられ、価値が認められた。
1932年に出版された彼の最初の著書『パルナソ・デ・アレム・トゥムロ』には、ポルトガル人のジョアン・デ・デウス、アンテロ・デ・ケンタル、グエラ・ジュンケイロ、ブラジル人のオラヴォ・ビラック、カストロ・アウベス、アウグスト・ドス・アンジョスなど、亡くなった詩人の作とされる256編の詩が収められており、初めて出版された。最も発行部数が多かったものは、1944年に出版され、現在200万部以上を販売している『Nosso Lar』で、アンドレ・ルイスの作とされており、『Coleção A Vida no Mundo Espiritual』の第1巻である。
シコ・シャヴィエルの死から数年後、ワルド・ヴィエイラは伝記作家でジャーナリストのマルセル・ソウト・マイオールに、ザビエルは本物の霊媒師だったと語った。『Sexo e Destino』という本は、「研究に値する」本物の「非常に真剣な」霊媒主義作品の一例として強調しており、この作品はザビエルと協力して心理写真を撮り、アンドレ・ルイスの霊によるものであるとされている。
シャヴィエルが作家ウンベルト・デ・カンポスの精神に帰せられた本は、ユニキャンプの理論と文学史の博士論文の中で研究者アレクサンドル・カロリー・ロシャの研究対象となっており、その中で彼は本の著者にはある精神があったと結論づけた。カンポスの作品についての幅広い知識があり、彼のスタイルと性格を再現することができた。

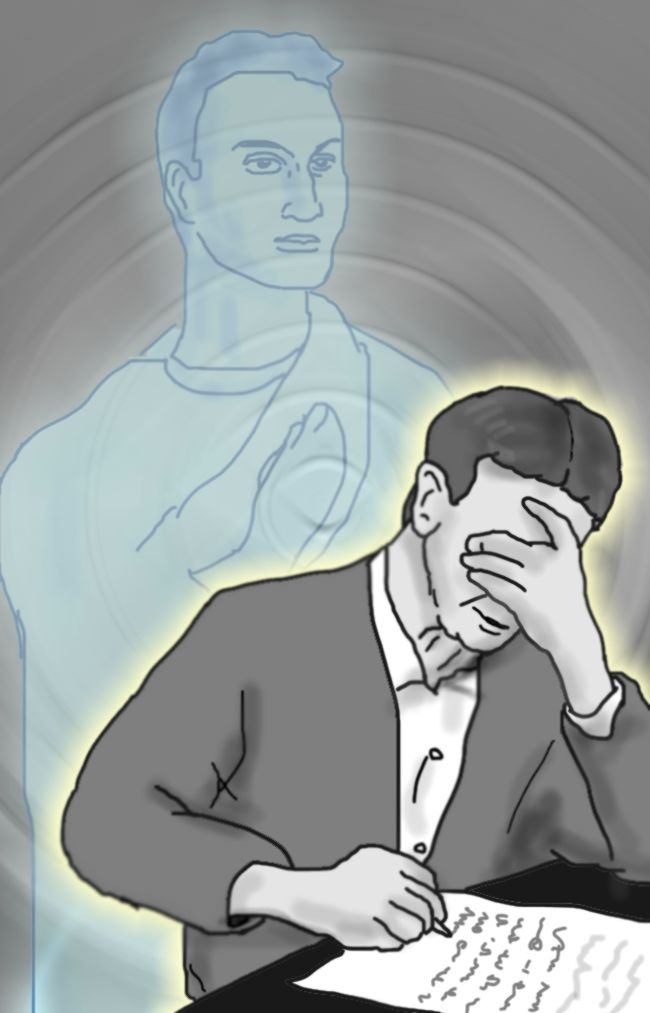
心霊術師の観点によると、霊媒師シコ・シャヴィエルが霊的指導者エマニュエルからのメッセージを心理記録する様子を表す寓意.

彼の最も有名な心理写真の1つは、世界中に影響を与え、ゴイアニア市で起こった事件に関するものだった。この事件では、親友のマウリシオ・エンリケスを殺害した罪で告発されたホセ・ディビーノ・ヌネスが裁判官によって無罪判決を受け、裁判官はこの事件を正当なものとして認めた。弁護側が提出した他の証拠、シャヴィエルが心理撮影したテキストによる、既に死亡した被害者自身の証言など。この事件は1979年10月に起きた。したがって、マウリシオの霊魂と推定されれば、すべては事故だったとして友人の無罪が証明されただろう。シコ・シャヴィエルによる心理撮影された証言は、国際的に反響を呼んだ他の3件の殺人裁判でも司法証拠として認められた。
ロンドリーナ州立大学の研究者、犯罪学を卒業したカルロス・アウグスト・ペランドレアは、銀行、警察、警察の署名を評価するのと同じ手法を用いて、霊媒的トランス状態にあるシコ・シャヴィエルが心理撮影した400通の手紙を約14年間科学的に研究した。権力司法、グラフィスコピー。ペランドレアは、人物の生前と死後のサイコグラフィーによる手紙の標準的な筆跡を比較し、すべてのサイコグラフィーには言及された死者のグラフィックの信憑性があるという結論に達した。1991年に、研究者はこの研究結果を『A Psicografia à Luz da Grafologista』という著書で発表した。この研究は 1990年にロンドリーナ大学の改訂科学研究センターにも掲載され、別の機会には全国会議で、この分野の 500 人以上の専門家と専門家の前で、一度も異議を唱えることなく発表された。
サンパウロ医療スピリティスト協会は、シャヴィエルが心理写真を撮った45通の手紙を研究し、それが本『A Vida Triunfa』 (1990年) につながった。SP はいくつかの発見に達した。たとえば、家族の100%がデータが100%正しいと宣言した。手紙によって知らされた。手紙の68.9%には、シャビエルが知らない1〜3人の亡くなった親戚や友人について言及されている。35.6%は、霊媒によってサイコグラフィーされた署名がスピリチュアルな著者の署名と同一であると定義した。研究の結論として、著者らは「魂が生き残っているという証拠は非常に強力である。自分自身を完全にさらけ出し、彼らの性格の微妙な違いを明らかにしたこれら45人の仲間の証言によれば、人生は致命的である」と述べた。調停者の謙虚な手によって。
2014年に出版され、PubMedによって索引付けされたある科学論文は、「シコ・シャヴィエルによる『心理写真化された手紙』（つまり、作者が死亡した人格に帰される手紙）で伝達された情報の正確性を調査し、その可能性のある説明を探求する」ことを目的としている。 結論として、「これらの13通の書簡には99項目の検証可能な情報が含まれていることが判った。これらの項目の98%が『明確で正確な合意』と評価され、『合意なし』と評価された項目はなかった。我々は、一般的な説明は以下のとおりであると結論付けた。なぜなら、情報の正確さ（つまり、詐欺、偶然、情報漏洩、コールドリーディングなど）は、ほとんど信じられないからである。これらの結果は、非還元主義的な意識理論に経験的な裏付けを提供しているように見える。」
心理学的トランス状態の間、媒体の脳波はてんかんの共通の特徴を示したが、臨床的にはシコ・シャヴィエルは決しててんかんではなかった。
作家のモンテイロ・ロバトは、シャヴィエルが心理写真を撮った本について、「もしシコ・シャビエルがそのすべてを独力で出版したのであれば、彼はブラジル文学アカデミーで好きなだけ椅子を占めるに値する」と述べた。
一方、シコ・シャビエルが使用した主な手法であるサイコグラフィックスは、疑似科学的であり、経験的根拠がないと考えられている。また、コールドリーディングとホットリーディングを多用したとも考えられる。懐疑論者によれば、シャヴィエルの著作の霊的起源を証明しようとする科学的研究は、方法論的に欠陥があるか偏っていることが示されている。
2010年、森健太郎はシャヴィエルを詐欺罪で告発する記事を『懐疑的インクワイアラー』誌に発表した。森によると、シャヴィエルのチームは顧客に関する情報を収集し、霊能者の手紙を偽造することで彼を支援する予定だという。彼は交霊会の部屋で香水をつけていたことでも告発されたが、これは香りが超自然的なものであるかのように装うスピリチュアリストの常套手段である。懐疑論者のカレン・ストールツナウもシャビエルの熱読を非難した。
1971年、記者ハミルトン・リベイロは偽の名前と住所をでっちあげ、シコ・シャヴィエルのもとへ行くという実験を実施した。シャヴィエルは次のメッセージを心理で撮影し、ハミルトンに届けた。「あなたを助けてくれる霊的な友人たちとともに、私たちはあなたのために霊的に協力するよう努める。イエスが私たちを祝福してくださいますように。」 この事件について、当時一部の心霊術師は「相談者の名前が発明である場合、その相談は『発明者』に対して有効である」と発言した。
作家のモンテイロ・ロバトは友人夫妻に「パスワード」を残したが、これらのフレーズが現れた場合、それは死後の人生の証拠となる。

## 栄誉

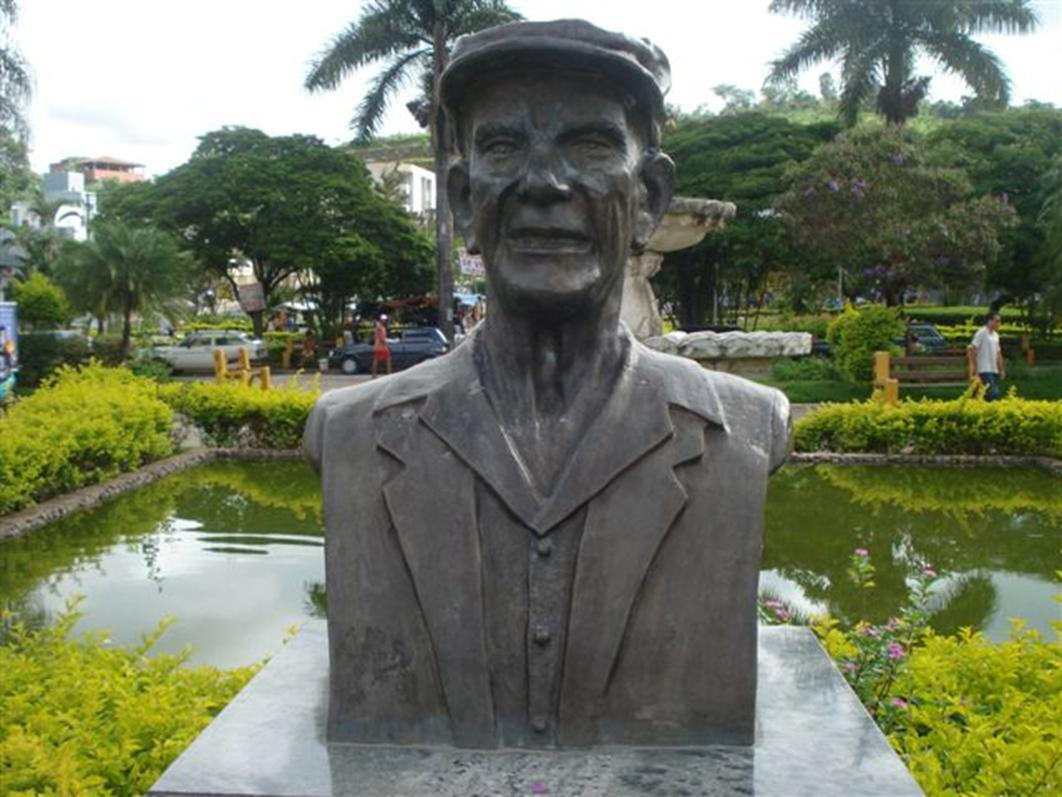
故郷ペドロ・レオポルド市のシコ・シャビエル広場にある霊媒師の胸像

- シコ・シャヴィエルは生涯を通じて、ブラジルの主要都市を含む100以上の都市の名誉市民の称号を獲得した。
- 彼は、『Chico Xavier - ザ.ムービー』、『As Mães de Chico Xavier』、『シコ・シャビエルとの 100年 – 感謝とオマージュ』などの映画やドキュメンタリーで表彰された。
- ロベルト・カルロス、ジルベルト・ジル、ファビオ・ジュニオール、モアシル・フランコ、ナンド・コルデル、ヴァヌーサなどの歌手が彼に敬意を表して歌を作曲した。
- 1981年と1982年、シコ・シャヴィエルはノーベル平和賞候補にノミネートされ、ブラジル全土および29か国の団体に約200万人が集まり、彼のノーベル平和賞受賞を求める署名が行われた。
- 1999年、ミナスジェライス州政府は、平和と社会福祉のために活動する個人または法人に毎年授与される「シコ・シャヴィエル平和表彰」を制定した。
- 2000年、レデ・グロボ・ミナスが開催した人気コンテストで、シコ・シャヴィエルが70万4,030票を獲得して「20世紀のミネイロ」に選出され、サントス・デュモンとジュセリーノ・クビシェックが続いた。
- シコ・シャヴィエルの死後、1948年から1959年までに彼が住んでいた家と、1959年から2002年までに住んでいた家は、彼の人生と作品を紹介する非営利の博物館に改装された。また、1930年から1950年代後半までペドロ レオポルドがタイピストとして働いていたファゼンダ モデロの内装も、彼の栄誉を讃える記念碑として生まれ変わった。

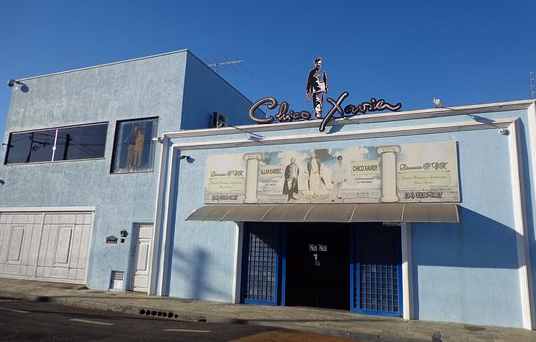
ミナスジェライス州ウベラバ市にある、シコ・シャヴィエルが住み、生涯のほとんどを心霊術に費やした家。

- 2006年、Revista Época 推進した人気投票で「史上最も偉大なブラジル人」に選出された。
- 2009年、法律第12 065号により、サンパウロ州とミナスジェライス州の州境とウベラバ市とウベルランディア市の境界の間のBR 050高速道路の区間に「シコ・シャヴィエル」という名前が与えられた。
- 2010年、ブラジル郵便局はシコの100周年を記念して記念切手とポストカードを発売した。同年、Casa da Moeda do Brasil （日銀に当たる）は「シコ・シャヴィエル生誕100周年記念メダル」を創設した。この霊媒の100周年は、当時ミシェル・テメルが議長を務めていたブラジル下院の公式会合でも祝われた。
- 2012年10月、SBT放送の番組『オー・マイオル・ブラジレイロ・デ・トドス・オス・テンポス』で、シャヴィエルは人気投票により「オー・マイオル・ブラジレイロ・デ・トドス・オス・テンポス」に選出された。プログラムの準決勝ではアイルトン・セナと対戦し、得票率63.8％で勝利した。プログラムの決勝戦では、ザビエルはサントス・デュモンおよびプリンセサ・イザベルと競い、71.4%の票を獲得して勝利した。
- 2016年、シコ・シャヴィエル研究所と市政府の協力により、ウベラバにシコ・シャヴィエル記念碑が落成した。
- 2020年10月29日、ウベラバのルイ・バルボーザ広場にシャヴィエルの等身大の銅像が落成された。芸術家ヴァニア・ブラガによって制作された。
- 2021年、法律第14,201号により、フランシスコ・カンディド・シャヴィエルは祖国の英雄とヒロインの書にその名を刻まれた。この文書はブラジルの歴史を彩った人物の名前を保存する文書であり、祖国と自由のタンクレドのパンテオンに所蔵されている。ネーヴェス、ブラジリアにて。

### 伝記映画
Em 2 de abril de 2010, data em que Chico Xavier completaria 100 anos, estreou Chico Xavier - O Filme, baseado na biografia As Vidas de Chico Xavier, do jornalista Marcel Souto Maior. Dirigido e produzido pelo cineasta Daniel Filho, Chico Xavier é retratado pelos atores Matheus Costa, Ângelo Antônio e Nelson Xavier, respectivamente, em três fases de sua vida: de 1918 a 1922, 1931 a 1959 e 1969 a 1975. O filme alcançou a marca de mais de 3,5 milhões de espectadores nos cinemas.

## こちらも参照
- Lista de livros psicografados por Chico Xavier
- Doutrina Espírita
- História do espiritismo no Brasil
- Literatura espírita

Template:Notas e referências

### Referências
1. ↑  Luiz, Vadico (2017-02-27). “Chico Xavier, o filme. Um santo para o nosso tempo”. Esferas 1 (8). doi:10.19174/esf.v1i8.7908. ISSN 2446-6190.
2. ↑  Sandra Jaqueline, Stoll (2010年). “Chico Xavier: o sincretismo além do filme”. Estadão. Template:Cite webの呼び出しエラー：引数 accessdate は必須です。
3. ↑  Carvalho, Aline Torres Sousa; Rezende, Guilherme Jorge de (2013). “A espetacularização da figura de Chico Xavier e a doutrina Espírita na narrativa midiática 'Chico Xavier'” (ポルトガル語). Intercom: Revista Brasileira de Ciências da Comunicação 36 (2):  105–134. doi:10.1590/S1809-58442013000200006. ISSN 1809-5844.
4. ↑  “Um produtor de corpo e alma” (ポルトガル語). ISTOÉ Independente (2012年4月5日). 2021年4月2日閲覧。
5. ↑  Mineiro, Do G1 Triângulo (2012年6月29日). “Vida e trabalho de Chico Xavier viram sucessos de bilheteria” (ポルトガル語). Triângulo Mineiro. 2021年11月30日閲覧。
6. ↑  G1, Do (2010年5月6日). “'Chico Xavier' atinge a marca dos 3 milhões de espectadores” (ポルトガル語). Pop & Arte. 2021年11月30日閲覧。

## バイオグラフィー
- BARBOSA, Elias. No Mundo de Chico Xavier. Araras: Instituto de Difusão Espírita, 1992.
- GAMA, Ramiro Lindos Casos de Chico Xavier. São Paulo: Livraria Allan Kardec Editora, 1995.
- GOMES, Saulo (org.). Pinga-Fogo com Chico Xavier. Catanduva (SP): InterVidas, 2009. 256p. fotos. ISBN 978-85-60960-00-2
- LEWGOY, Bernardo. O Grande Mediador. Chico Xavier e a Cultura Brasileira. Bauru (SP): EDUSC, 2004.
- MACHADO, Ubiratan. Chico Xavier: Uma Vida de Amor. Araras: Instituto de Difusão Espírita, 1997.
- NUÑEZ, Sandra. A Pátria dos Curadoresː Uma História da Medicina e da Cura Espiritual no Brasil. São Pauloː Pensamento, 2013. 216p.
- PLAYFAIR, Guy Lyon. Chico Xavier, Medium of the Century. Londres: Roundtable Publishing, 2010.
- PONSARDIN, Mickael. Chico Xavier, l'homme et le Médium. Miami Beach: Edicei of America, 2011.
- RAMOS, Clóvis. Cinqüenta anos de Parnaso. Rio de Janeiro: Federação Espírita Brasileira, 1982.
- RANIERI, R. A.. Chico Xavier, o Santo dos Nossos Dias. Rio de Janeiro: Eco, s.d..
- SCHÜBERT, Suely Caldas. Testemunhos de Chico Xavier. Brasília: Federação Espírita Brasileira, 1986.
- SILVA, Raquel Marta da. Artur Cesar Isaia (org.). ed. Orixás e espíritos: o debate interdisciplinar na pesquisa contemporânea. EDUFU. p. 241-261. ISBN 85-7078-091-5
- SOUTO MAIOR, Marcel. Por Trás do Véu de Ísis. São Paulo: Editora Planeta do Brasil, 2004.
- Stoll, Sandra Jacqueline (2003). Espiritismo à Brasileira. EDUSP. ISBN 85-314-0807-5
- TIMPONI, Miguel. A Psicografia Ante os Tribunais. Brasília: Federação Espírita Brasileira, 1984.
- WORM, Fernando. A ponte - Diálogos com Chico Xavier. São Paulo: Lake, 1993.